# Mathieu Tousignant
Mathieu Tousignant, född 21 november 1989 i Saint-Étienne-de-Lauzon, Québec, är en kanadensisk professionell ishockeyspelare som spelar för Tingsryds AIF i Hockeyallsvenskan.
Den 24 mars 2010 signerade Tousignant ett treårigt kontrakt på ingångsnivå med Dallas Stars. Han tillbringade majoriteten av tiden i organisationen med Texas Stars i AHL. Den 16 augusti 2013 undertecknade Tousignant ett ettårskontrakt som free agent med Milwaukee Admirals.
Den 3 juli 2014 lämnade Tousignant Admirals efter en säsong för att ansluta till Calgary Flames AHL-lag Adirondack Flames. Under säsongen 2014-15 utgjorde Tousignant en del av lagets checking line och noterades för 70 matcher, 5 mål och 19 poäng. På grund av att Flames flyttade sitt AHL-lag efter säsongen lämnade Tousignant AHL och skrev på för den tyska DEL2-klubben EV Ravensburg den 21 augusti 2015.
Efter två säsonger i Tyskland skrev Tousignant ett ettårskontrakt med Tingsryds AIF i Hockeyallsvenskan den 3 april 2017.